# Азыкбаев, Курмангазы

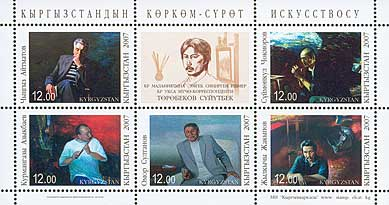
Почтовые марки Киргизии, 2007 год: Айтматов, Чокморов, Азыкбаев, Султанов, Джакыпов

Курмангазы Айылчиевич Азыкбаев (род. 23 февраля 1962) — киргизский музыкант, Народный артист Киргизской Республики (2006).

## Биография
Родился в Киргизской ССР. В семье было 10 братьев и сестёр.
Жил в Нарыне. Служил в Советской Армии.
Окончил педагогический институт, музыкальное училище им. М. Куренкеева и Консерваторию им. К. Молдобасанова.
Работал в оперном театре и Гос. Филармонии им. Т. Сатылганова.
Создал фольклорно-эстрадную группу «Энесай» (Мать-Река).
1987 — По приглашению дан концерт в Грузии, Абхазии
1988-91 — Кыр. Нац. театр оперы и балета им. А. Малдыбаева, оркестрант. Параллельно работа в группах «Семетей», «Наристе»
1989 — Центрально-Азиатский студенческий интероркестр саксофон, флейта.
1990 — Создал вокально-эстрадную группу «Агым». С ним также пела Кайя Кылар
1991 — Создаёт группу «Энесай».
1992 — Работа в составе оркестра нар. инстр-в им. К. Орозова.
1992 — Дни Культуры Киргизии, Турция, гос. делегация.
1993 — Приглашение Турции, участие праздновании «Нооруз».
1993 — Южная Корея Всемирная выставка ЭКСПО-93, города Сеул, Теджен.
1994 — Фестиваль стран Центральной Азии, г. Берлин.
1995 — Участие в программе «Музыкотерапия» в странах Австрия, Швейцария, Германия, Турция.
В 1995 году Курмангазы играл на саммите президентов Киргизии, Казахстана и Узбекистана.
1996 — Фестиваль молодых актёров в Румынии, г. Бухарест.
1997 — Малайзия, г. Куала-Лумпур, концерт по приглашению мин. культуры Малайзии.
1998 — Великобритания, г. Лондон, концерт по приглашению посольства КР.
1999 — Дни Культуры Киргизии в Индии, гос. делегация, города Дели, Калькутта.
2000 — Концерты по приглашению стран Прибалтики, Кипр, Россия.
2006 — Концертные поездки в Бельгии, ОАЭ, США, Саудовская Аравия, Португалия, Франция, Индонезия, Китай, Монголия, Польша, Чехословакия, Япония, Болгария, Испания, Венгрия, Австрия, Италия и мн. др.
2007 — Концерт участникам ШОС, Китай, Шанхай.
2008 — Турция, г. Анталия, официальный концерт на симпозиуме Связистов Мира.
2009 — Дни Культуры Киргизии, на Кипре.
2010 — Приглашение Южная Корея г. Сеул, Пусан.
2011 — Москва, День Независимости Киргизии, официальный Концерт дипломатам Мира.
2012 — Создал фольклорно-эстрадную группу «Арка-Сыры» в Алмате.
2012 — Концерт ко дню Независимости Киргизии в Южной Корее г. Сеул
2013 — Концерт ко Дню Культуры Киргизии в Астане.

## Звания и награды
- 1987 — Лауреат Всесоюзного конкурса эстрады, г. Москва. Руководитель группы «Ариет», 2-место.
- 1988 — Гран-при конкурса Ысык-Куль-88, г. Чолпон-Ата. Руководитель ВИА «Мурок»
- 1989 — Лауреат конкурса молодых композиторов, г. Алматы 1-место.
- 1991 — Гран-при, фестиваль «Тянь-Шань −91».
- 1995 — Заслуженный артист Киргизской Республики.
- 2006 — Народный артист Киргизской Республики.
- 2014 — Почётный знак «За заслуги в развитии культуры и искусства» (17 апреля 2014 года, Межпарламентская ассамблея СНГ) — за значительный вклад в формирование и развитие общего культурного пространства государств — участников Содружества Независимых Государств, в реализацию идей сотрудничества в сфере культуры и искусства, воспитание, подготовку творческих кадров[3].
- 2022 — Орден «Манас» III степени[4].

## Личная жизнь
В семье у Азыкбаева четверо детей, среди них сын Нургазы Азыкбаев, Нурсултан Азыкбаев, Курмангазы уулу Бексултан и дочь Нурайым Азыкбаева.